# Gerta Keller
Gerta Keller, geboren als Gertrud Keller (* 7. März 1945 in Schaan, Liechtenstein), ist eine US-amerikanische Geologin, Paläontologin und Professorin an der Princeton University. Sie ist bekannt als Vertreterin der These, das Massenaussterben an der Kreide-Paläogen-Grenze sei Folge des Dekkan-Trapp-Vulkanismus und nicht eines Asteroideneinschlags im Chicxulub-Krater (Alvarez-Hypothese).

## Leben
Keller ging in der Schweiz zur Schule und war Näherin, wobei sie in den 1960er Jahren über England, Nordafrika und Spanien bis nach Australien reiste. 1965 emigrierte sie nach Australien, 1968 ging sie in die USA. Sie studierte Geologie und Paläontologie an der San Francisco State University mit dem Bachelor-Abschluss 1974 (in Anthropologie und Geologie) und wurde 1978 an der Stanford University promoviert. Davor arbeitete sie für den US Geological Survey. Ab 1984 war sie Associate Professor und ab 1992 Professor für Geologie in Princeton. Ihre Spezialität waren marine Foraminiferen-Studien zur Rekonstruktion von Klimaänderungen in den letzten 100 Millionen Jahren, wobei sie Ende der 1970er Jahre ihre Forschungen mit dem Neogen begann und danach sukzessive ältere Formationen untersuchte.
Sie trat insbesondere ab 2003 als Kritikerin der Alvarez-Hypothese des Massenaussterbens an der Kreide-Paläogen-Grenze hervor, die sie ablehnt. Sie fand Schichten, in denen die Iridium-reichen Tonschichten (von Alvarez als Indikator für einen Asteroideneinschlag gewertet) und die Tektite bzw. Quarze mit Signatur einer Impakt-Stosswelle mit bis zu über 2 m mächtigen Sedimenten getrennt sind. Anhänger der Alvarez-These deuteten dies als Tsunami-Ablagerung, nach Keller fand die Ablagerung allerdings über einen längeren Zeitraum von bis zu 300.000 Jahren statt. Außerdem meint sie Anzeichen für mindestens drei durch längere Zeiträume getrennte Meteoriteneinschläge in der fraglichen Zeit gefunden zu haben. Stattdessen bevorzugt sie Flutbasalte und Vulkanismus in den Dekkan-Trapps in Indien und deren klimatische Folgen als Ursachen, die bereits 250.000 Jahre vor dem Meteoriteneinschlag einsetzten, einige von dessen Hauptaktivitäten aber während des Massenaussterbens war, wie sie mit Kollegen feststellte.
Ihre Thesen vertrat sie in der BBC-Horizon-Sendung What didn’t kill the dinosaurs (2004) und in First Apocalypse (2008) im History Channel. Sie arbeitete auf diesem Gebiet mit Wolfgang Stinnesbeck (Professor in Heidelberg) und Thierry Adatte (Professor in Lausanne) zusammen.
Die Annahmen Kellers im Hinblick auf die zeitliche Einordnung des Chicxulub-Einschlags fanden in der Fachliteratur ein geteiltes Echo und gelten angesichts neuer Datierungs- und Forschungsresultate als unwahrscheinlich.
Keller besitzt die Staatsbürgerschaften Liechtensteins, der Schweiz und der USA.

## Schriften
- W. C. Ward, G. Keller, W. Stinnesbeck, T. Adatte: Yucatán subsurface stratigraphy: Implications and constraints for the Chicxulub impact. In: Geology 23, 1995, S. 873–876.
- mit N. McLeod (Herausgeber): Cretaceous-Tertiary Mass Extinctions: Biotic and Environmental Changes. W. W. Norton 1996.
- G. Keller, T. Adatte, W. Stinnesbeck, Rebolledo-Vieyra, J. U: Fucugauchi, U. Kramar, D. Stueben: Chicxulub impact predates the K-T boundary mass extinction. In: Proc. Nat. Acad. Sci. USA, 101, 2004, S. 3753–3758.
- Impact stratigraphy: Old principle, new reality. In: GSA Special Papers 437, 2007, S. 147–178.
- Gerta Keller, Thierry Adatte, Zsolt Berner, Markus Harting, Gerald Baum, Michael Prauss, Abdel Tantawy, Doris Stueben: Chicxulub impact predates K–T boundary: New evidence from Brazos, Texas. In: Earth and Planetary Science Letters 255, 2007, S. 339–356.
- G. Keller, S. Abramovich, Z. Berner, T. Adatte: Biotic effects of the Chicxulub impact, K–T catastrophe and sea level change in Texas. In: Palaeogeography, Palaeoclimatology, Palaeoecology 271, 2009, S. 52–68.
- Gerta Keller, Thierry Adatte, Alfonso Pardo Juez, Jose G. Lopez-Oliva: New evidence concerning the age and biotic effects of the Chicxulub impact in NE Mexico. In: Journal of the Geological Society 166, 2009, S. 393–411.